# Deirdre Shannon
Deirdre Gilsenan (* 19. Juli 1970 in County Meath, Irland) ist eine irische Sängerin, die mit verschiedenen Gruppen wie Anúna, Celtic Tenors und Celtic Woman keltische Musik sang. Sie ist besser bekannt unter ihrem Künstlernamen Deirdre Shannon.

## Hintergrund
Shannon wurde als mittleres von fünf Geschwistern geboren. Ihr Interesse an der Musik entstand sehr früh durch ihre Eltern und Geschwister. Mit neun Jahren begann sie, Klavierspielen zu lernen. Sie und ihre Geschwister sangen in der Kirche, bei lokalen Feierlichkeiten wie Hochzeiten und Beerdigungen sowie auf Konzerten.
Im Jahr 1992 begann Shannon am College of Music Dublin unter der Leitung von Gesangstrainerin Mary Brennan zu studieren. Sie nahm an mehreren Musikaktivitäten teil und reiste gemeinsam mit dem Dublin-Institute-of-Technology-Chor.
Shannon begann ihre professionelle Karriere im Jahr 1996, als sie Mitglied des irischen Chors Anúna wurde.
1997 wurde Shannon von Michael Flatley ausgewählt, bei seiner Welttour Lord of the Dance zu singen. Sie hatte die Rolle Erin the Goddess und sang in den über vier Jahren, in denen die Gruppe durch Nord- und Südamerika tourte, auf über 800 Shows.
Seit ihrem Debüt hat Shannon mit Schauspielern und Künstlern wie Eily O’Grady, Dionne Warwick, Celtic Tenors, Air Supply und Celtic Woman gesungen. Shannon hat ebenfalls am Soundtrack von RTÉs historischer TV-Dokumentation The Island mitgewirkt. Darüber hinaus trat sie bei Fernsehsendungen wie den CBS Morning News, Fox Morning TV und The Late Late Show auf.
Am 1. Oktober 2006 veröffentlichte sie ihr Soloalbum Deirdre Shannon. Sie singt ebenfalls auf dem Album Celtic Woman: The Greatest Journey. Darüber hinaus singt Shannon ebenfalls „Harry’s Game“ sowie weitere Songs auf der CD und DVD Storm von Celtic Thunder, die am 20. September 2011 veröffentlicht wurde.